# KGM・トーレス

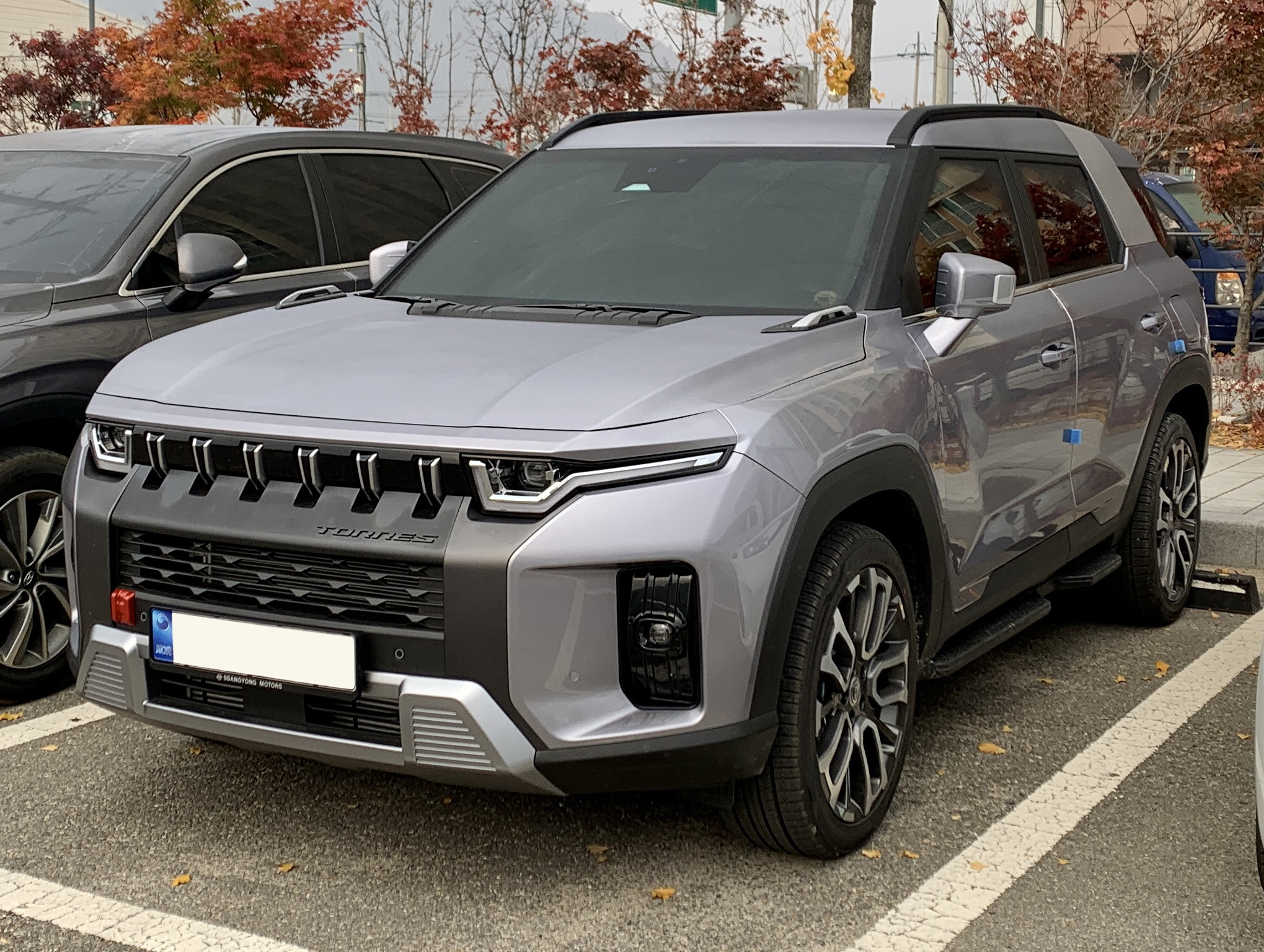

トーレス（Torres、토레스 ）は、 韓国のKGモビリティ（旧・サンヨン自動車）が製造・販売するCセグメント-DセグメントのクロスオーバーSUVである。

## 概要
新世代のサンヨンを担う車種として「J100」のコードネームにて開発された。
サンヨンの新しいエクステリアデザイン哲学である「Powered by Toughness」に基づいてデザインされた初のモデルでもある。
ライバルはヒュンダイ・ツーソン、キア・スポーテージ、ルノーコリア・QM6、トヨタ・RAV4、プジョー・5008、メルセデス・ベンツ・GLBなど。

## 歴史

### 初代（J100型、2022年 - ）
- 2022年5月17日、予告スケッチが公開され、「J100」の量産車名を「トーレス」とすることを発表した[1]。
- 2022年7月5日、韓国にて正式発表[2]。「S」をモチーフとしたCIマークが入らない最初のモデルである。エクステリアは上述の「Powered by Toughness」に基づいてデザインされ、フロントマスクはKJ型コランドにインスパイアされたものとし、リヤは背面スペアタイヤを模したゲートデザインとすることで力強さを表現している。

サイズ的には（C300型）コランドとレクストンのほぼ中間に位置するが、基本コンポーネントはコランドのものを流用するため、駆動方式はFFならびにFFベースの4WDを採用する。
外観は20インチアルミホイールを採用することで力強さを増幅させる一方で、インテリアには12.3インチのワイドディスプレイを備えることで先進性も持ち合わせている。
エンジンはコランドと同じく、直4・1.5Lガソリンターボとアイシン製6速ATを採用するが、エンジンはトーレスに搭載するにあたって最高出力が170PSに引き上げられている。
2024年には電気自動車仕様である「トーレスEVX」を追加。パワーユニットはもとより、エクステリアも大幅に差別化されている。EVXには乗用車仕様（E5、E7の2グレード）のほか、最大積載量300㎏を誇る商用車仕様の「EVXバン」（TV5、TV7の2グレード）も用意され、前者にはルーフがブラックとなる2トーンカラーも設定される。
2025年にはバイフューエル、タクシー仕様、ガソリンモデルのバン仕様、ハイブリッドも追加された。
尚、2024年8月に発表された2代目アクティオン（J120）はトーレスをベースに開発されている。

## 車名の由来
パタゴニア南部の「トーレス・デル・パイネ国立公園」に由来し、「冒険と挑戦精神、自由なライフスタイルなど多様な価値を具現した正統SUV」を表現している。